# Pachycnemia fuscaria
Pachycnemia fuscaria là một loài bướm đêm trong họ Geometridae.